# Куснирович, Михаил Эрнестович
Михаил Эрнестович Куснирович (род. 3 октября 1966, Москва) — российский предприниматель и председатель наблюдательного совета группы компаний Bosco di Ciliegi. 
По состоянию на 2020 год Куснирович входит в топ 200 самых богатых людей России, составленном журналом Forbes. Под управлением Куснировича находятся более 200 монобрендовых и мультимарочных бутиков, а также московский ГУМ. Помимо Bosco di Ciliegi, он является учредителем фестиваля искусств «Черешневый лес» и коммерческих катков на Дворцовой площади в Петербурге и Красной площади в Москве. 
Командор и Великий офицер ордена «За заслуги перед Итальянской Республикой» (2006 и 2017). С 2020 года — гражданин Италии.

## Биография
Михаил Куснирович родился 3 октября 1966 года в Москве в еврейской семье. Мать Эдит — химик, отец Эрнест (скончался в 2006 году) — инженер-строитель, переживший блокаду Ленинграда.
В детстве Михаил хотел стать кинорежиссёром.
Среднее образование получил в школе № 890, что на окраине Москвы (ныне — центр образования «Гамма» № 1404). Три года проработал дворником при Большом театре, дабы, по собственному признанию, «водить в него девушку, за которой я ухаживал, сейчас мою жену».
В 1989 году окончил Московский химико-технологический институт по специальности «инженер-химик-технолог». Обучаясь в ВУЗе, активно занимался комсомольской работой. Сам Куснирович так вспоминает то время: «Моя специальность не предполагала больших перспектив. Это бинарная химия — пестициды, а в лихой час и более противные вещи».
После выпуска из института приступил к работе в издательстве «ИМА-Пресс» — одном из подразделений АПН, был заместителем секретаря комитета комсомола. Стоит отметить, что начальником по комсомольской линии у Куснировича был другой студент — Михаил Ходорковский, который потом стал одним из самых первых и постоянных клиентов его магазинов.
В начале 1990-х годов Куснирович, совместно с сокурсниками Евгением Балакиным, Сергеем Евтеевым и Михаилом Власовым, основал компанию «Московский международный дом „Восток и Запад“». Первым партнёром предпринимателей стал итальянский бизнесмен и владелец парка развлечений «Мирабиландия» Джанкарло Казоли.
С 1991 года — совладелец, сначала генеральный директор, потом президент ЗАО ММД «Восток и Запад» и председатель наблюдательного совета компании Bosco di Ciliegi.
На одной из вечеринок Куснирович познакомился с Серилио Монтанари — президентом крупнейшей итальянской компании по производству мужской одежды SIMA. Именно с ним в конце 1991 года Куснирович заключил первый в жизни контракт. Спустя несколько месяцев, в марте 1992 года, Куснирович и его сокурсники открыли первый магазин в Петровском пассаже, ассортимент которого предлагал покупателям сразу три бренда SIMA: Nani Bon, Guinco и Fiume. Через полгода к мужской одежде добавился полный комплект — женская и детская.
1993 год принёс Куснировичу 50 процентов акций только что созданной компании Bosco di Ciliegi, и по 16,6 % получили генеральный директор ЗАО Евгений Балакин, Михаил Власов и Сергей Евтеев.. Через несколько месяцев продукция Bosco di Ciliegi появилась в Петровском пассаже. Позднее магазины компании открылись в Италии, на Украине и в других странах.
В 2001 году Куснирович основал ежегодный Фестиваль искусств «Черешневый лес». Одним из первых, кому он сообщил о своей идее, был актёр Олег Янковский, занявший впоследствии пост председателя попечительского совета. 
В том же году Bosco di Ciliegi начала экипировать российскую сборную на Олимпийских играх, пригласив для разработки формы итальянских дизайнеров. Российские олимпийцы носили одежду от Bosco в 2002—2016 годах, включая Олимпиаду в Сочи в 2014 году. В декабре 2017 года Куснирович принял решение об отзыве бренда Bosco с формы Международного олимпийского комитета на Олимпиаде-2018, объяснив это приостановлением членства Олимпийского комитета России в МОК и отметив, что если на церемонии закрытия Олимпиады ОКР будет полноправным членом, то будет найдена техническая возможность вновь вернуть логотип на форму российских спортсменов.
В 2004 году Bosco di Ciliegi купил торговую компанию московского ГУМа[уточнить]. Здание ГУМа на Красной площади находится в аренде у Bosco di Ciliegi до 2059 года, договор на аренду заключался без конкурса, его стоимость была объявлена государственной тайной.
За продвижение и распространение итальянской одежды в России в 2006 году Куснирович был удостоен ордена «За заслуги перед Итальянской Республикой», который ему вручил посол Италии в России Витторио Клаудио Сурдо.
Михаил Куснирович принимал участие в круглых столах и встречах, проводимых бывшим Председателем совета министров Италии Сильвио Берлускони, а также в составе делегации российских бизнесменов в рамках Российско-Итальянского форума-диалога по линии гражданских обществ, присутствовал на встрече с Председателем совета министров Италии Романо Проди.
С апреля 2013 года — заместитель председателя Общественной палаты Москвы.
В январе 2018 года стал доверенным лицом президента В. В. Путина на президентских выборах 2018 года. 
В 2020 году получил гражданство Италии.
1 ноября 2022 года получил статус резидента Швейцарии.

### Частная жизнь
Михаил Куснирович более 20 лет женат на предпринимательнице Екатерине Моисеевой, которая в настоящий момент входит в совет директоров Bosco di Ciliegi. У супругов двое сыновей. Старший сын — Илья (родился в 1993 году) — музыкант, играет в собственной группе. Младший сын Марк родился в 2010 году. Отдых Куснировичи любят проводить на собственной вилле на курорте в коммуне Форте-дей-Марми, Италия. Форте-дей-Марми в 2000-х годах получил известность как крайне дорогое место отдыха богатых россиян и представителей иных стран СНГ. Среди владельцев недвижимости в городке: Роман Абрамович, семья Олега Дерипаски, Борис Громов, Андрей Бойко[2], Олег Тиньков.
Мать Куснировича, Эдит, занимает пост исполнительного директора фестиваля «Черешневый лес», а двоюродная сестра Ольга Юдкис отвечает за PR и рекламу Bosco di Ciliegi. Примечательно, что название компании Куснировича переводится с итальянского, как «черешневый лес» и совпадает с названием Фестиваля, что сам бизнесмен объясняет просто — он очень любит черешню.

### Особенности характера
В среде журналистов Куснирович прослыл неконтактным, закрытым человеком. Один из коллег бизнесмена рассказывал, что долго не мог добиться встречи с ним, пока не оказался рядом, в одном ресторане. Поддерживает дружеские отношения со многими представителями московской элиты, наизусть помнит 100—120 телефонных номеров самых близких людей.
Агностик. «При этом я продолжаю бояться бесконечности, это недоступно для моего сознания. Может, я слишком рационален. Романтичен, но рационален. Я допускаю, что у многих вера — путь познания», — говорил Куснирович.

## Награды и премии
- 1997 — медаль «В память 850-летия Москвы» «за значительный вклад в развитие города»
- 2005 — благодарственная грамота президента РФ «за участие в подготовке и проведении мероприятий, приуроченных к 60-летию Победы»
- 2006 — Командор ордена «За заслуги перед Итальянской Республикой»
- 2009 — премия «Леонардо» «за значительный вклад в укрепление и продвижение имиджа Италии в мире»
- 2009 — премия «Золотой мост» «за вклад в развитие итало-российских отношений»
- 2017 — Великий офицер ордена «За заслуги перед Итальянской Республикой»[18]
- 2010 — премия «Звезда Театрала» в номинации «Меценат года» «за поддержку театрального искусства и организацию Фестиваля „Черешневый лес“».
- 2024 — Премия имения Анатолия Лысенко - в номинации «За меценатство»[19][20][21][22].